# Børge Lund
Børge Lund (* 13. März 1979 in Bodø, Norwegen) ist ein norwegischer Handballtrainer und ein ehemaliger Handballspieler, der u. a. für den THW Kiel gespielt hat.

## Karriere
Ab 2006 spielte Lund in der deutschen Handball-Bundesliga bei der HSG Nordhorn; nach nur einer Spielzeit bei der HSG wechselte er im Sommer 2007 für ca. 200.000 € zum THW Kiel. Mit dem THW gewann er die EHF Champions League und wurde dreimal Deutscher Meister. Da Lund mehr Spielanteile in der Offensive als beim THW wollte, wechselte er im Sommer 2010 zu den Rhein-Neckar Löwen, wo er bis 2012 spielte. Anschließend unterschrieb er einen Vertrag bei den Füchsen Berlin. Nach der Ablauf der Saison 2012/13 wechselte Lund zurück nach Norwegen zu Bodø HK, wo er als Spielertrainer tätig ist. 2015 wurde er mit Bodø HK Pokalsieger.
Während der Weltmeisterschaft 2017 war er als Co-Trainer bei der norwegischen Nationalmannschaft tätig. Diese Posten übte er bis Oktober 2021 aus. Seit der Saison 2020/21 trainiert er den norwegischen Erstligisten Elverum Håndball. Unter seiner Leitung gewann Elverum 2020 den norwegischen Pokal sowie 2021 und 2022 die norwegische Meisterschaft.
Er hatte 216 Einsätze in der norwegischen Nationalmannschaft und erzielte dabei 390 Tore. Sein Debüt für die Nationalmannschaft gab er am 9. März 2000 beim Heimspiel gegen Portugal (21:20). Die Spielposition des Rechtshänders ist Rückraum Mitte. Bis zu seinem Rücktritt aus der Nationalmannschaft im Oktober 2014, trug er die Rückennummer 9.
Lund hat eine Körperlänge von 1,96 m, bei 94 kg Körpergewicht. Vor seinem Wechsel nach Nordhorn war er auch in Verhandlungen mit dem HSV Hamburg.

## Erfolge

### Als Spieler
- EHF-Champions-Trophy-Sieger 2007
- DHB-Supercup-Sieger 2007
- DHB-Pokalsieger 2008 und 2009
- Deutscher Meister 2008, 2009 und 2010
- Champions-League-Sieger 2010
- Norwegischer Pokalsieger 2015

### Als Trainer
- Norwegischer Meister 2021, 2022
- Norwegischer Pokalsieger 2020

## Bundesligabilanz
| Saison    | Verein             | Spielklasse | Spiele | Tore | 7-Meter | Feldtore |
| --------- | ------------------ | ----------- | ------ | ---- | ------- | -------- |
| 2006/07   | HSG Nordhorn       | Bundesliga  | 34     | 109  | 0       | 109      |
| 2007/08   | THW Kiel           | Bundesliga  | 34     | 52   | 2       | 50       |
| 2008/09   | THW Kiel           | Bundesliga  | 19     | 23   | 0       | 23       |
| 2009/10   | THW Kiel           | Bundesliga  | 30     | 21   | 0       | 21       |
| 2010/11   | Rhein-Neckar Löwen | Bundesliga  | 26     | 44   | 0       | 44       |
| 2011/12   | Rhein-Neckar Löwen | Bundesliga  | 23     | 27   | 0       | 27       |
| 2012/13   | Füchse Berlin      | Bundesliga  | 28     | 47   | 0       | 47       |
| 2006–2013 | gesamt             | Bundesliga  | 194    | 323  | 2       | 321      |

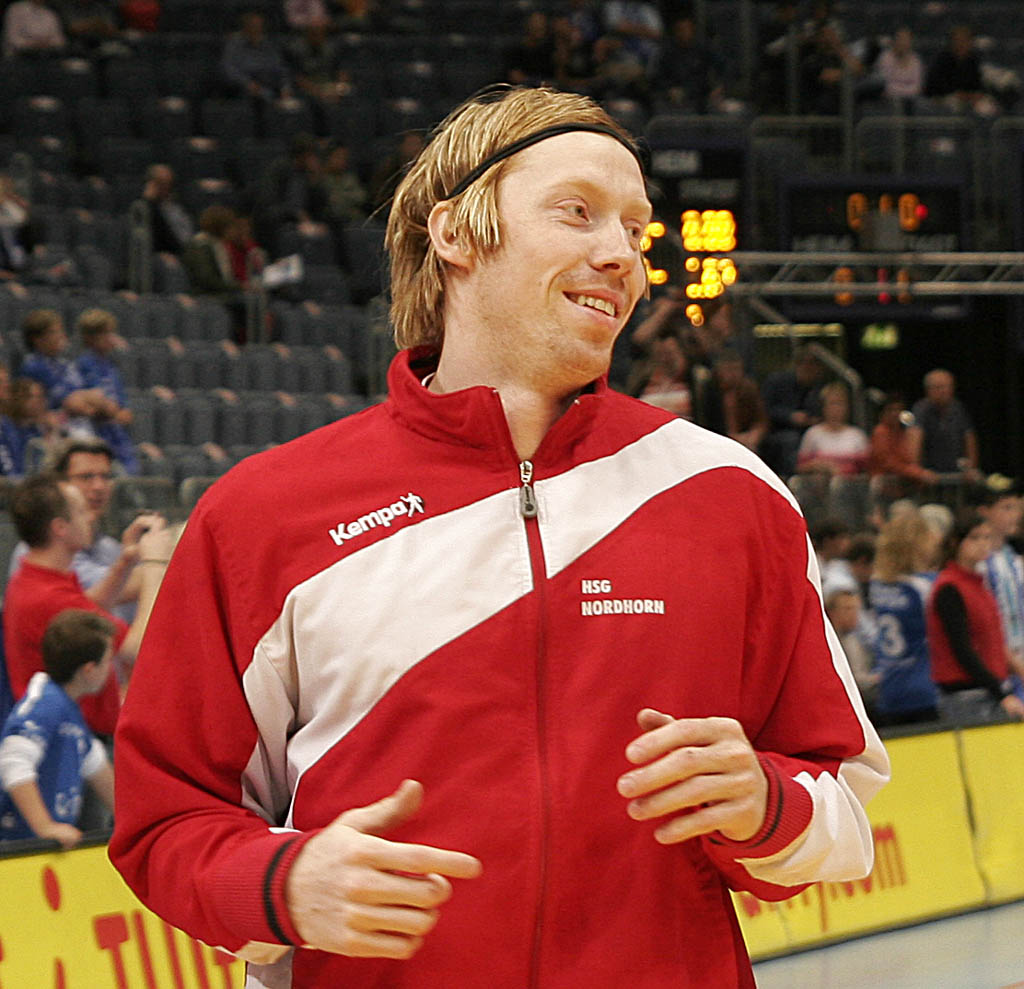
Børge Lund für die HSG Nordhorn am 12. Mai 2007 vor einem Bundesligaspiel in der Kölnarena
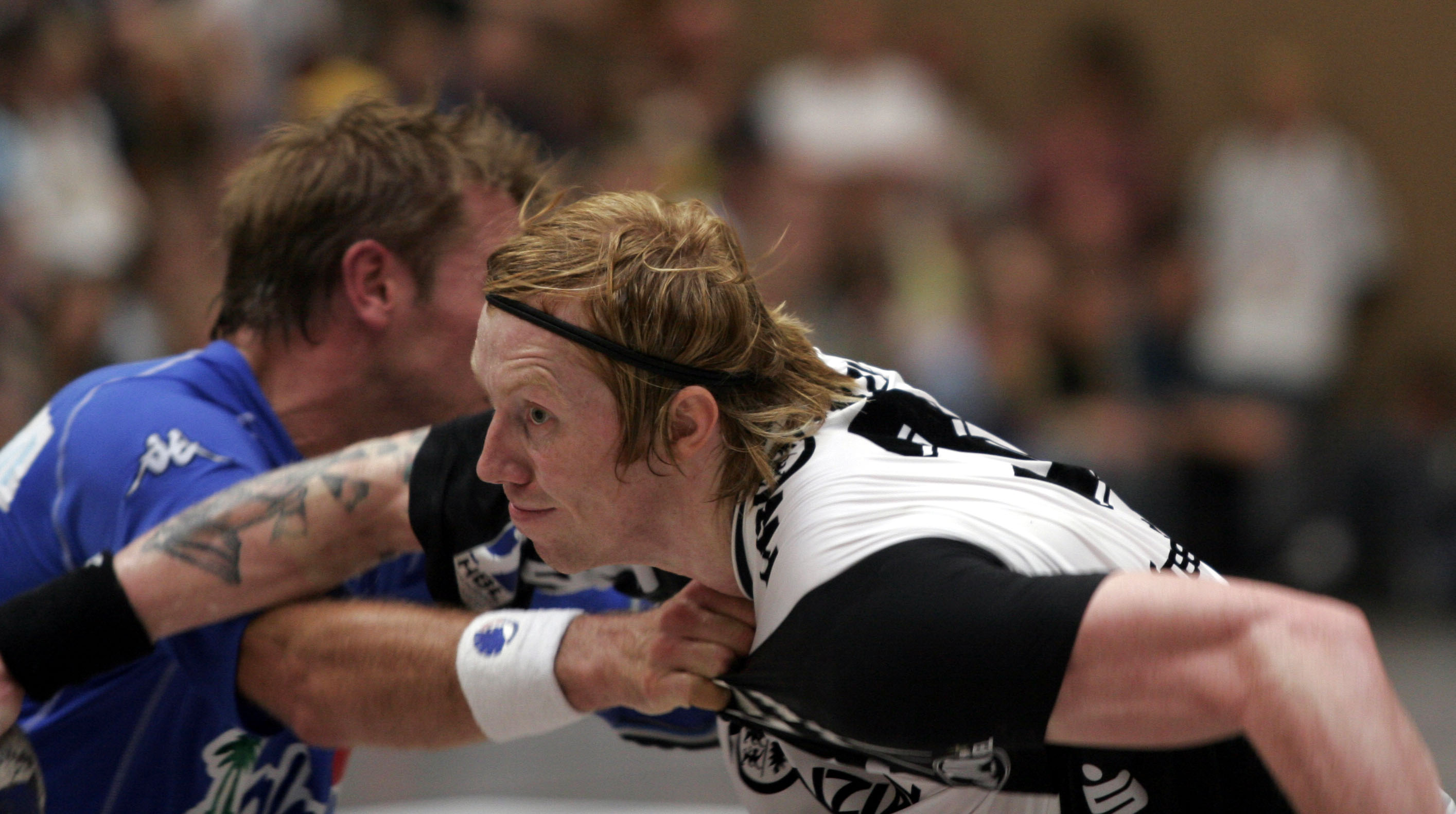
Børge Lund für den THW Kiel beim Schlecker Cup 2007
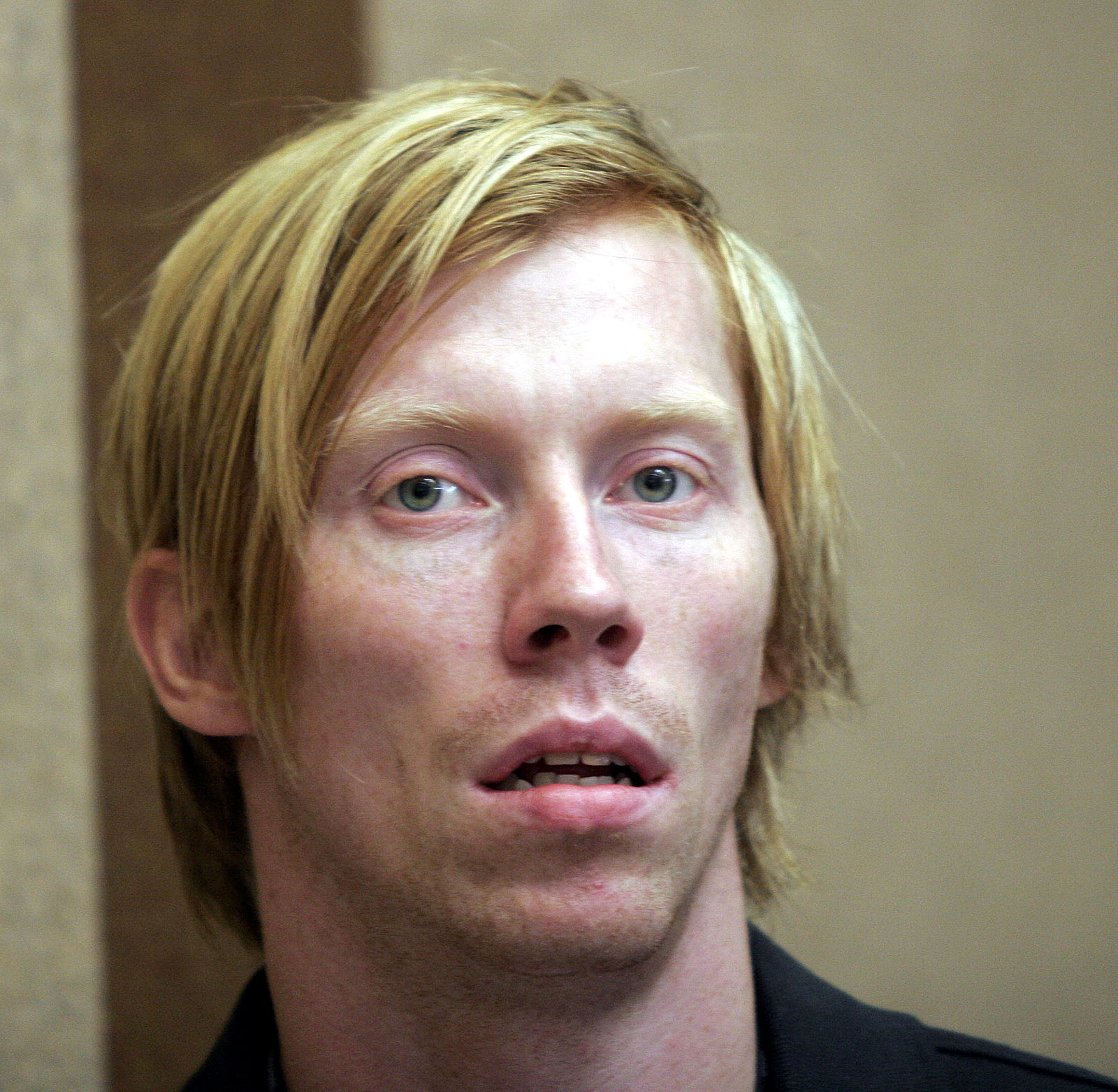
Børge Lund beim Schlecker Cup 2007
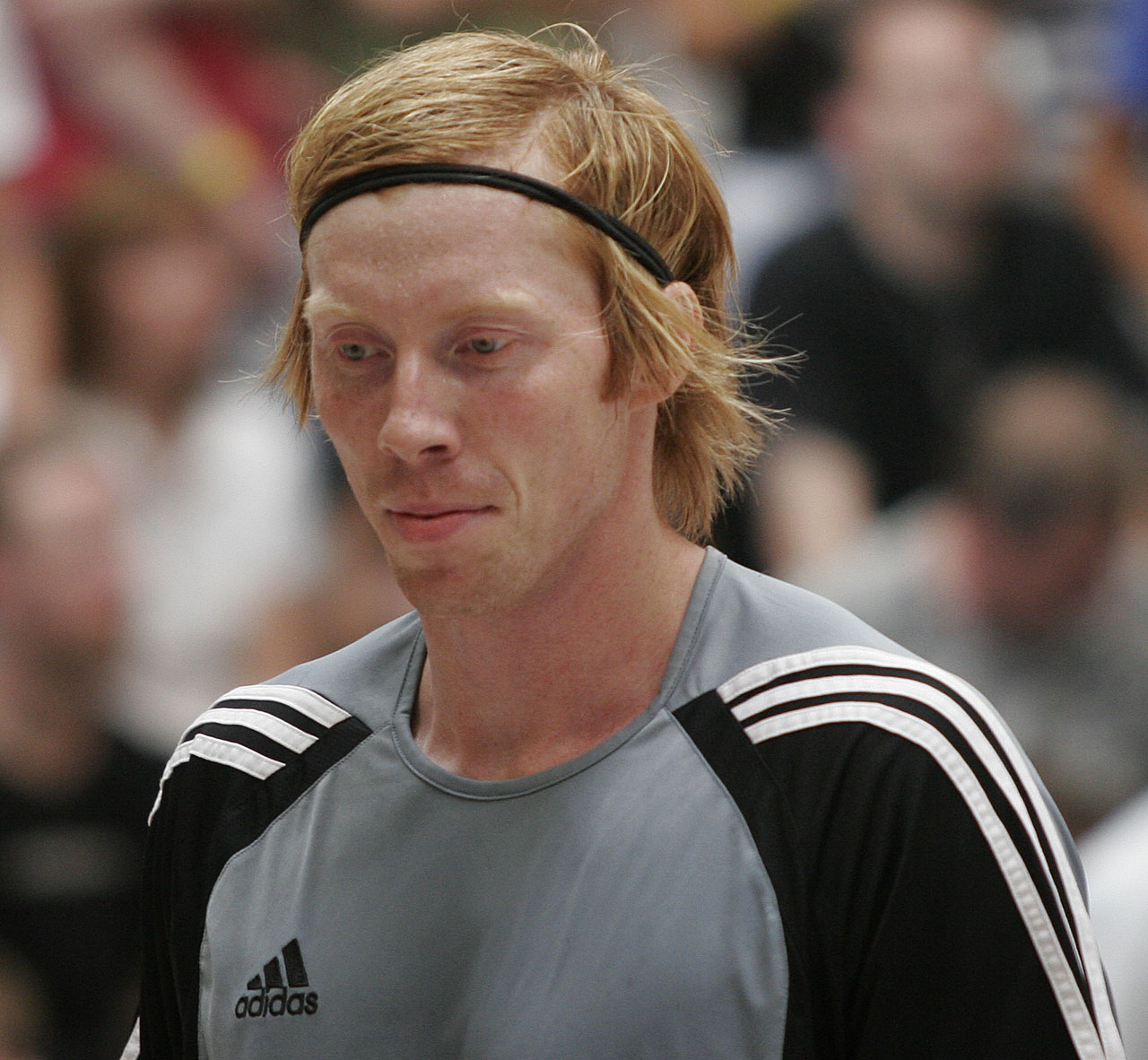
Børge Lund beim Schlecker Cup 2007